# Fuerza Anti-Unión
La Fuerza Anti-Unión (conocida originalmente como Fuerza Anti-Unión Tepito o Fuerza Tepito) es una organización criminal originaria del barrio de Tepito, en la Ciudad de México, fundada cerca del año 2016. Se desconoce el origen exacto del grupo, ya que una versión dicta que nació como un grupo de autodefensa que combatiría a la Unión Tepito y otras organizaciones menores. Aunque también se cree que Roberto Moyado, alias “El Betito”, cuando llegó al mando de La Unión Tepito, varios miembros de la organización se separaron para formar la Fuerza Anti Unión, lo que orillo la competencia de ambos grupos por el control del territorio involucrándose en actividades delictivas como extorsión, secuestros y sicariato.

## Historia
La Fuerza Anti Unión (FAU) apareció de manera pública en 2016 cuando varios videos fueron publicados en redes sociales aparecía un sujeto que mencionaba que en Tepito estaba naciendo un movimiento dispuesto a "hacer justicia con sus propias manos", con la intención de acabar con el reinado de “El Betito”, mencionando que eran comerciantes y no delincuentes. A pesar de este mensaje aún se desconoce quiénes integran a las FAU, llegando a sospechar de ex narcomenudistas escindidos de la Unión Tepito, hasta sicarios contratados por comerciantes para combatir a dicho cártel, e incluso que serían sicarios y delincuentes fieles a Pancho Cayagua (exlíder de la Unión Tepito que planeaba desertar del grupo).
La escalada de violencia entre ambas organizaciones comenzó a escalar de manera exponencial entre 2017 y 2018 provocado nunca incidentes violentos nunca vistas en la capital, como por ejemplo los restos de dos personas descuartizadas que fueron abandonados en un carril del Metrobús, cerca de Tlatelolco. Las autoridades afirmaban que ambos grupos eran cárteles, insistiendo que son grupos de narcomenudistas que luchaban entre sí por la disputa de territorios de algunas colonias de Álvaro Obregón, Tlalpan y Cuauhtémoc, siendo los delincuentes Jórge "N" alias "El Tortas" (perteneciente a la FAU) y el "Jamón" (de la Unión Tepito).
El 10 de junio de 2020 es arrestado y días después llevado a proceso Isaac Vazquez alias "El Rey", el segundo al mando de la FAU, por lo que las autoridades clamando haber desarticulado a la Fuerza Anti Unión con este otros golpes a la organización. A pesar de este anuncio las autoridades confirmaron en octubre del 2020 la detención de "El Lucas", lo que contrastaba con lo asegurado por las autoridades semanas atrás.
La FAU también se ha beneficiado de nexos con funcionarios públicos, como lo señala un informe que indica que las relaciones cercanas del grupo con miembros de alto rango de la Secretaría de Seguridad Ciudadana (SSC) impidieron la captura de El Tortas, pues esos funcionarios habrían alertado al líder sobre los operativos dispuestos para su captura.

## Ataques e incidentes relevantes
El domingo 17 de junio de 2018 fueron descubiertos los cuerpos desmembrados de dos personas, que fueron abandonados cerca de una estación de Metrobús cercana a Tlatelolco. Las autoridades confirmaron que investigarían el incidente y que las cámaras de seguridad de la zona captaron al vehículo que abandono los restos. Uno de los fallecidos era un sicario de 19 años que presumía su vida criminal en redes sociales.

### Arrestos
- Es arrestado en Ecatepec Rey Isaac "N" y otros seis integrantes de la Fuerza Anti Unión en una redada. Rey Isaac es señalado como presunto principal distribuidor de droga en la Ciudad de México. Cabe destacar que Rey Isaac era un agente retirado de la Policía de Investigación de la Ciudad de México.[19][20]

- El 24 de julio del 2020 es arrestado Israel Meza Lemus, alías el “Pimpón”, importante operador financiero de la FAU, así como 150 envoltorios de cocaína en la colonia Algarín de la alcaldía Cuauhtémoc. El Pimpón era ser el líder y encargado de una célula de sicarios provocadores de violencia, así como ser el responsable de varias ejecuciones en la capital.[21][22][23]

- El 8 de octubre es arrestado Edwin Adrián Alonso Paredes alias "El Lucas" fue detenido por elementos de la Secretaría de Seguridad Ciudadana (SSC) y de la Fiscalía General de Justicia (FGJ), esto en un domicilio de la alcaldía Benito Juárez, señalado como líder de la Fuerza Anti Unión.[24][25][26]

- Una redada sorpresa realizada en octubre de 2020 en la Central de Abasto de la Ciudad de México, reveló varios túneles que se usaban para transportar armas y narcóticos que, según representantes del gobierno de la ciudad, pertenecían a La Fuerza Anti-Unión, quienes a su vez habían recibido armas del CJNG, acumulando 17 detenidos en el cateo. El mismo mes, se informó que miembros del CJNG contrataron a sicarios para matar a narcomenudistas asociados a La Unión Tepito.[27][28]